# 3e régiment de spahis algériens
Pour les articles homonymes, voir 3e régiment.
Le 3e régiment de spahis algériens (3e RSA) est un régiment français de cavalerie de l'armée d'Afrique, en activité de 1834 à 1964. 
Le 3e RSA se distingue particulièrement lors de la Seconde Guerre mondiale en 1944-1945, en tant que régiment de reconnaissance (3e RSAR) de la 3e division d'infanterie algérienne (3e DIA), commandé par le colonel Bonjour, tout d'abord lors des combats du Belvédère de la campagne d'Italie, au sein du corps expéditionnaire français du général Juin, puis lors de la campagne de France. Il est cité trois fois à l'ordre de l'armée durant le conflit.

## Création et différentes dénominations
Le 3e régiment de spahis algériens fait partie des trois régiments de spahis historiques, avec les 1er et 2e spahis, créés officiellement en 1835 et dont les escadrons préliminaires, irréguliers et réguliers, participent déjà à la conquête de l'Algérie dès 1830. Ces trois formations combattent pendant cinquante-six ans, dans toutes les campagnes, avant que d'autres régiments de spahis soient créés dont le premier est, en 1886, le 4e régiment de spahis qui deviendra le 4e régiment de spahis tunisiens en 1921. 
Créé le 1er juillet 1834 sous le nom d'« Otages et d’escadron Turc », le régiment prend le nom le 10 juin 1835 de Spahis réguliers de Bône. Il est ensuite versé aux spahis le 7 décembre 1841 puis constitue le 3e régiment de spahis (3e RS) le 21 juillet 1845. En 1921, il devient le 3e régiment de spahis algériens puis est partagé entre le 3e régiment de spahis algériens de reconnaissance (3e RSAR) et le 9e régiment de spahis algérien (9e RSA)avant de reprendre la dénomination de 3e régiment de spahis en 1958. En 1964, le régiment est dissous et fusionne dans le 6e régiment de dragons (6e RD).

## Historique des garnisons, combats et batailles du régiment

### 1830-1870
Le 3e régiment de spahis participe à de nombreuses campagnes et expéditions coloniales.
Il participe à la conquête de l'Algérie, entre 1830 et 1849.
En 1854, le régiment fournit des volontaires à la formation d'un escadron mixte composé des 1er, 2e et 3e spahis pour la campagne de Crimée. Cet escadron est affecté à l'escorte du maréchal de Saint-Arnaud. L'escadron participe à la bataille de l'Alma le 20 septembre puis à celle d'Inkerman le 5 novembre. Le régiment escorte alors le général Canrobert, qui succède au maréchal Saint-Arnaud, mort du choléra après la bataille de l'Alma. Les spahis rejoignent l'Algérie à la fin novembre.
Lors de la guerre franco-allemande de 1870, le 3e spahis fournit, avec les 1er et 2e spahis, des pelotons à la création de « l'Escadron de marche de spahis algériens » sous les ordres du capitaine de Ballaincourt, ainsi qu'un escadron à celle du « Régiment d'éclaireurs algériens », sous les ordres du lieutenant-colonel Goursaud. Ces formations combattent à Meaux, Nanteuil-le-Haudouin, Patay, Les Ormes, Cravant et Josnes. Le 31 décembre, le régiment d'éclaireurs charge en fourrageurs et écrase à Varennes une arrière-garde de cuirassiers prussiens.

### 1871-1914
En janvier 1871, les spahis couvrent la retraite de l'Armée de la Loire. Ils se distinguent en combattant à Ambley, Savigny, Vancé et Sillé-le-Guillaume. Après la signature de l'armistice le 28 janvier 1871, les unités de spahis rejoignent l'Algérie dès le 15 mars. En Algérie, le régiment prend une part active aux expéditions réprimant les insurrections dans la province de Constantine.
Les 1er et 3e escadrons du 3e spahis participent à la première expédition en Tunisie, en 1881-1882. Un escadron assure plus particulièrement l'escorte des convois et des colonnes d'infanterie ainsi que la sécurité des pistes entre la base portuaire de La Calle et les troupes opérant en Kroumirie. Les deux escadrons rejoignent ensuite les rangs de la brigade Bonie. L'unité de cavalerie indigène qui constitue la cavalerie de la seconde expédition de 1882 ne prendra officiellement le nom de spahis qu'en 1886 et deviendra le 4e régiment de spahis tunisiens (4e RST) en 1921. Elle sera en 1882 à la prise de Kairouan et réalisera de nombreuses opérations de police dans le sud tunisien jusqu'en 1889.
Le 1er escadron du 3e régiment de spahis participe à la campagne d'Indochine, en intégrant le Régiment de marche du Tonkin avec le 3e escadron du 1er spahis, le 5e escadron du 2e spahis et un escadron du 1er régiment de chasseurs d'Afrique. Cette formation, placée sous les ordres du chef d'escadrons O'Connor, participe aux opérations de la conquête de 1884-1885 jusqu'en 1889.
De 1892 à 1894, seuls quelques éléments détachés des 1er et 3e spahis participent à la campagne du Dahomey pour renforcer en cadres l'escadron de spahis sénégalais : le régiment fournit quatre officiers, 26 sous-officiers, brigadiers, trompettes et spahis français et un vétérinaire. L'ensemble est intégré à la colonne Dods. La formation prend part à de violents combats à Dogba, au gué de Tchué, aux sources de Koto, à la prise de la ville de Kano, jusqu'à la prise de d'Abomey, capitale du roi Béhanzin qui met fin aux combats.
Entre 1898 et 1900, un demi peloton du 3e spahis renforce les spahis sahariens de Ouargla, chargés de la protection des convois de ravitaillement de la mission Foureau-Lamy. Après avoir traversé le Sahara et atteint le lac Tchad, les spahis terminent leur parcours par une charge lors de la bataille de Kousseri, le 22 avril 1900, où le commandant Lamy, chef de la mission, est tué.
Le 3e spahis est engagé dans la campagne du Maroc de 1907 à 1913, soit en unité complète, soit partiellement par escadrons détachés et participe en 1907, aux colonnes de la Chaouïa ; en 1911, à la libération de Fès et à l'occupation de Meknès ; le 7 septembre 1912, combat de Sidi-bou-Othman où le colonel Mangin bat les 10 000 guerriers du mahdi El-Hiba et entre à Marrakech.

### Première Guerre mondiale

#### 1914
En unité complète ou par escadrons, le régiment prend une part active aux opérations sur le front métropolitain en particulier lors de la bataille de l'Artois.

#### 1916
En 1916, il quitte le front français pour le front d'Orient. De 1916 à 1918, le régiment fait la campagne des Balkans. Il est affecté à l'Armée du Levant où, sous la dénomination de « 3e régiment de marche de spahis », il combat en Thrace et en Syrie en compagnie du « Régiment de marche de spahis marocains » (RMSM) et des 1er et 4e régiments de chasseurs d'Afrique. 

#### 1918
Le 22 septembre 1918, rupture du front vers Monastir ; le 23 septembre, prise de Prilef ; le 29 septembre, prise d'Uskub ; le 21 octobre, les spahis atteignent le Danube.

### Entre-deux-guerres
Lors de la campagne du Levant d'avril 1920 à février 1922, le 3e escadron entre dans la composition du 3e régiment mixte de cavalerie du Levant et participe en février 1920 au dégagement de la ville de Marach et le 24 juillet à la bataille de Khan Meisseloun. En 1921, le régiment prend la dénomination de 3e régiment de spahis algériens (3e RSA). De 1922 à 1923, deux escadrons sont détachés à l'Armée française du Rhin. De 1923 à 1925, il participe à une nouvelle campagne au Maroc avec la participation successive de trois escadrons au combat d'El-Mers le 24 juin 1923, aux opérations de l'Ouergha, de mars à octobre 1924 et à la campagne du Rif en 1925.

### Seconde Guerre mondiale

#### 1939
En 1939, le 3e RSA fournit deux escadrons montés pour la constitution de deux groupes de reconnaissance divisionnaires (GRDI) : le GRDI 83 qui est dissous en décembre, le GRDI 87 qui obtient une citation à l'ordre du corps d'armée pour son action entre l'Aisne et la Loire en juin 1940. 

#### 1940
En septembre 1939, le reste du régiment se déplace sur le front tunisien et retourne sur Oran où il entre dans la composition de la 6e division légère de cavalerie (février 1940), avant de se déplacer à nouveau à Tunis pour assurer le maintien de l'ordre (mai à juillet 1940). 

#### 1942
De 1942 à 1943, il séjourne sur la frontière algéro-tunisienne.

#### 1943
Engagé dans le campagne d’Italie, sous le nom de 3e régiment de spahis algériens de reconnaissance (3e RSAR) de la 3e division d'infanterie algérienne (3e DIA) au sein du corps expéditionnaire français en Italie le régiment participe aux combats des Abruzzes du 9 au 17 janvier 1944, de San-Elia du 21 janvier au 2 février, du Belvédère le 5 février, de San-Oliva le 19 mai qui mènent à la prise de Pico, de la série de combats qui à partir du 2 juin aboutissent à la prise de Rome, puis à Capodimonte le 20 juin 1944.

#### 1944
Embarqué à Tarente le 9 août 1944, le régiment débarque à Saint-Tropez, pénètre dans Toulon (23 août) puis libère Saint-Claude et Baume-les-Dames.Au matin du mercredi 6 septembre 1944,le camp du Valdahon est vide.La dernière colonne blindée allemande,forte de 311 hommes dont 10 officiers,part en direction du nord-est.Un escadron du 3 ème Spahis en reconnaissance,encercle les 311 soldats ennemis à côté du village de Landresse .Quelques coups de semonce et ils se rendent avec leur matériel intact.A leur tête le général Paul Curt Von Felbert commandant la Feldkommandantur 560 de Besançon.. Il combat dans les Vosges (4 au 25 décembre).

#### 1945
Il participe à la défense de Strasbourg (janvier 1945) et combat en basse Alsace (18 au 20 mars). Il franchit le Rhin, combat dans le Palatinat et atteint Stuttgart le 22 avril 1945.

#### Pertes
Le total des pertes subies par le 3e RSAR entre 1943 et 1945 est de 103 hommes tués (90 Européens et 13 Maghrébins) pour un effectif théorique d'un peu plus d'un millier d'hommes (85 % d'Européens et 15 % de Maghrébins) :
| Nombre de tués par campagne    | Européens | Maghrébins | Total |
| ------------------------------ | --------- | ---------- | ----- |
| Campagne d'Italie (1943-1944)  | 54        | 9          | 63    |
| Campagne de France (1944-1945) | 27        | 4          | 31    |
| Campagne d'Allemagne (1945)    | 9         | 0          | 9     |
| Total (1943-1945)              | 90 (87 %) | 13 (13 %)  | 103   |

### De 1945 à nos jours
La guerre terminée, à partir du 8 mai 1945, dans le cadre des troupes d'occupation en Allemagne et du 10 août 1949 dans le cadre des Forces françaises en Allemagne, jusqu'au 1er juin 1964, date de sa dissolution, le régiment est stationné successivement dans les villes de garnisons de :
- Nagold (Bade-Wurtemberg) à partir de 1945
- Worms (Rhénanie-Palatinat) jusqu'à 1946
- Boppard (Rhénanie-Palatinat) de 1946 à 1947
- Mayence (Rhénanie-Palatinat) de 1948 à 1949
- Coblence (Rhénanie-Palatinat) de 1949 à 1951
- Fritzlar (Hesse) de 1951 à 1956
- Coblence (Rhénanie-Palatinat) de 1956 à 1956
- Pforzheim (Bade-Wurtemberg) de 1956 à 1963
- Lachen (Rhénanie-Palatinat) de 1963 à 1964

Renommé 3e régiment de spahis le 1er novembre 1958, il est dissous le 1er juin 1964 pour devenir le 6e régiment de dragons.

## Étendard du régiment
Il porte, cousues en lettres d'or dans ses plis, les inscriptions suivantes :

Étendard du 3e régiment de spahis algériens.

- Constantine 1837
- Biskra 1844
- L'Aurès 1845
- Zaatcha 1849
- Extrême-orient 1884-1885
- Maroc 1907-1913
- Artois 1914-1915
- Orient 1916-1918
- Abruzzes 1944
- Rome 1944
- Vosges 1944
- Wurtemberg 1945

## Traditions

### Devise
Sa devise est Entreprends sans crainte et tu réussiras.

### Inscriptions de bataille
À l'issue de la Seconde Guerre mondiale, quatre inscriptions de batailles sont ajoutées à l'étendard du 3e spahis
- Abruzzes 1944
- Rome 1944
- Vosges 1944
- Wurtemberg 1945

### Décorations
- Croix de guerre 1939-1945 avec 3 palmes.
- Fourragères françaises aux couleurs du ruban de la Croix de guerre 1914-1918 avec olive aux couleurs du ruban de la Croix de guerre 1939-1945

### Citations à l'ordre de l'armée

#### Régiment
- 25 mars 1944 - 3e régiment de spahis de reconnaissance - Italie : Bataille de Cappezzatte, San Groce, Majo, Mont Pile, Ligne "Gustave", San Elia, Casale Marino.
- 27 janvier 1945 - 3e régiment de spahis de reconnaissance - Italie : Belvedere, Ligne "Hitler", San Oliva, San Giovanni Incario, Palestria, Tuscania
- 1er octobre 1945 - 3e régiment de spahis de reconnaissance - Italie : Abruzzes, Rome, Sienne - France : Saint-Tropez, Toulon, Le Beausset, Ollioules, Baume-les-Dames, Vosges, Alsace, Strasbourg, Basse Alsace et Palatinat, Saint-Leon, Kronau, BauerBach, Grossvillars, KaiserWeiher, Gross-Sachcenheim

#### Escadrons
- 21 novembre 1944 - 1er escadron de char - 3e RSAR
- 1er octobre 1945 - 2e escadron - 3e RSAR
- 27 janvier 1945 - 3e escadron - 3e RSAR
- 27 janvier 1945 - 4e escadron - 3e RSAR

## Personnalités ayant servi au régiment
- Charles Rudrauf (1919-2010), résistant français, Compagnon de la Libération.